# Dr Dolittle 3
Dr Dolittle 3 – amerykański film familijny w reżyserii Richa Thorne’a z 2006 roku. Kontynuacja filmu Dr Dolittle 2.

## Fabuła
Maya Dolittle pragnie być zwykłą nastolatką, jednak po swym ojcu, znanym lekarzu weterynarii, odziedziczyła niezwykłą zdolność rozmawiania ze zwierzętami. Podczas wakacji spędzanych na ranczo, dziewczyna stara się ukryć swój unikatowy talent, jednak gdy jej przyjaciele wpadają w problemy, rusza na ratunek, wzywając na pomoc mówiące zwierzęta.

## Obsada
- Kyla Pratt jako Maya Dolittle
- Kristen Wilson jako Lisa Dolittle
- Walker Howard jako Bo
- Tara Wilson jako Kiki
- Beverley Breuer jako Pani Taylor
- Calum Worthy jako Tyler
- Chelan Simmons jako Vivica
- Neil Schell jako Pan Davis
- Alistair Abell jako Biały Tonk Anncr
- Chenier Hundal jako Chip
- Ryan McDonell jako Skip
- Luciana Carro jako Brooklyn Webster